# 新丸山ダム
新丸山ダム（しんまるやまダム）は、岐阜県可児郡御嵩町と加茂郡八百津町にまたがる、一級河川・木曽川本流中流部に建設中のダムである。
国土交通省中部地方整備局が施工する国土交通省直轄ダムで、高さ118.4メートルの重力式コンクリートダム。1956年（昭和31年）に完成した丸山ダムの機能を強化するため20.2メートルのかさ上げを行うダム再開発事業であり、木曽川の洪水調節と流水の正常な機能の維持および関西電力による21万500キロワットの水力発電を目的とした、特定多目的ダム法に基づく特定多目的ダムである。2029年（令和11年）の完成に向けて工事が進められている。

## 地理

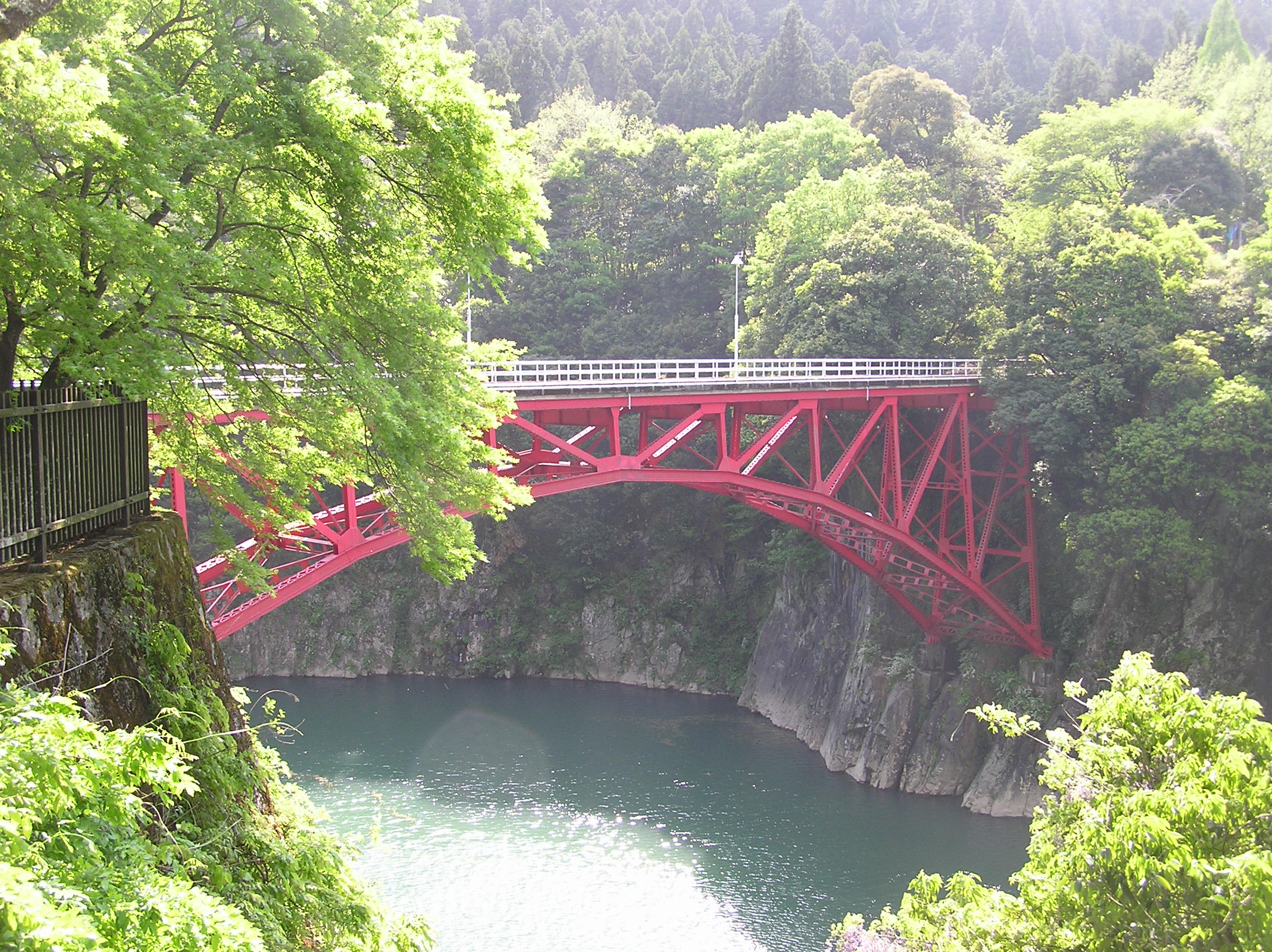
新丸山ダム下流の蘇水峡と蘇水峡橋を流れる木曽川

木曽川は長野県木曽郡木祖村、標高2,446メートルの鉢盛山を水源として木曽谷を南西方向に流れ、岐阜県中津川市付近で流路を西に向けた後美濃加茂市で水系最大の支流・飛騨川を合わせ、愛知県犬山市で濃尾平野に出る。その後南西方向に流路を変え、揖斐川・長良川と並んで流れ伊勢湾に注ぐ。流路延長は227キロメートル、流域面積は長野県・岐阜県・愛知県・三重県・滋賀県の5県にまたがり9,100平方キロメートルと日本の河川では第5位の規模を有する。東海三県の重要な水資源であると同時に古くから数多の水害をもたらし、宝暦治水など間断なく治水事業が行われてきた河川でもある。
木曽川本流は上流から味噌川ダム、読書ダム、山口ダム、落合ダム、大井ダム、笠置ダム、丸山（新丸山）ダム、兼山ダム、今渡ダムと9カ所のダムが建設されており、新丸山ダムは下流から三番目に建設される。このうち洪水調節目的を持つ多目的ダムは丸山（新丸山）ダムと独立行政法人水資源機構が管理する味噌川ダムの2つであり、残りは全て関西電力が管理する水力発電専用ダムである。ダムは飛騨木曽川国定公園に指定されている丸山ダム直下に建設される。

## 経緯

### 木曽川の治水と丸山ダム

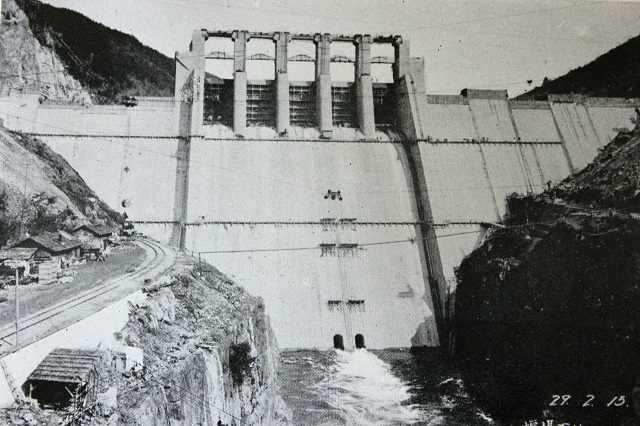
建設中の丸山ダム（1954年）

木曽川におけるダム建設は大同電力による水力発電事業として進められ、落合ダムから今渡ダムまで木曽川は階段状にダムが建設された。丸山ダムも大同電力の水力発電計画として立案されたが、1939年（昭和14年）日本発送電の成立により事業が移管した上太平洋戦争により中断。終戦後電気事業再編成令により日本発送電が分割・民営化され関西電力が事業を引き継ぎ1956年完成した。
一方、木曽川は1938年（昭和13年）7月の洪水で2年前の1936年（昭和11年）に定めた木曽川下流改修増補計画の計画高水流量・毎秒9,700立方メートルを超えたことから、1949年（昭和24年）の建設省（国土交通省の前身）治水調査会による木曽川改定改修計画で上流・下流の一貫した改修が検討され、これを受け継ぐ形で昭和28年度以降木曽川改修総体計画が策定された。この計画において木曽川の治水基準点である犬山における基本高水流量を毎秒1万4000立方メートルと定め、ダムによる洪水調節で毎秒1,500立方メートルをカットして犬山地点の計画高水流量を毎秒1万2500立方メートルに抑制する治水計画を立てた。さらに1950年（昭和25年）の国土総合開発法施行に伴い木曽川水系は木曽特定地域総合開発計画の指定を受け、国土復興の要として河川総合開発事業を強力に推進する重要性から丸山ダムが多目的ダム計画として木曽特定地域総合開発計画に掲げられた。
以上の理由から発電専用で計画・施工された丸山ダムは洪水調節目的を付加することになり、河川管理者の岐阜県は建設省の指示を受けて日本発送電に対し、洪水調節目的を追加することを条件に水利使用許可を発令した。丸山ダムの洪水調節は発電に遅れること3か月後の1954年（昭和29年）7月に開始しており、以降丸山ダムは建設省と関西電力の共同管理下で運用されるようになった。
1964年（昭和39年）に河川法が改定され翌1965年（昭和40年）に施行された。この河川法改定では物部長穂が1926年（大正15年）に提唱した「水系一貫管理」が河川管理の大原則となり、一級水系・二級水系の概念が導入された。木曽川水系は国が管理する一級水系に指定され、河川法第16条に基づき木曽川水系工事実施基本計画が策定、1968年（昭和43年）に改定された。この計画では100年に1度の洪水に対処することを目標に治水計画を定め、治水基準点・犬山における基本高水流量を毎秒1万6000立方メートルと総体計画から上方修正した。しかし計画高水流量は据え置いており、その差分である毎秒3,500立方メートルは丸山ダムなどの上流ダム群で洪水調節する目標とした。しかし1965年の計画策定当時、木曽川水系で完成していた26のダムで洪水調節目的を有するのは丸山ダムの他は横山ダム（揖斐川）のみで、牧尾ダム（王滝川）は多目的ダムであるが治水目的を持たず、残り23ダムは発電用ダムであった。このため建設省は木曽川水系上流域に新規のダム群を建設することで洪水調節を行い、木曽川下流域の洪水被害を軽減する計画を立てた。また1968年に木曽川水系水資源開発基本計画が決定し、洪水調節のみならず上水道・工業用水道供給や農地灌漑といった河川総合開発事業としての多目的ダム建設も急がれた。
上記の理由に基づき1970年（昭和45年）の時点で計画、あるいは構想された木曽川上流ダム群として揖斐川流域では徳山ダム（揖斐川）・黒津ダム（根尾川）、長良川流域では板取川ダム（板取川）、飛騨川流域では岩屋ダム（馬瀬川）・白川ダム（白川）、その他支流では阿木川ダム（阿木川）、付知ダム（付知川）がある。そして木曽川本流では2つのダムをかさ上げする構想があった。一つは丸山ダムの直上流にある笠置ダムをかさ上げする新笠置ダムで、高さは既設笠置ダムの2倍以上となる90メートル、総貯水容量は1億4400万立方メートルの大ダム構想である。そしてもう一つが丸山ダムのかさ上げであり、1970年の段階で既に新丸山ダムの構想があった。この構想ではダムの高さを20メートル上げて118.2メートル、総貯水容量を約2倍の1億5352万立方メートルとし、新規利水容量も設定されていた。

### 台風10号水害と新丸山ダム

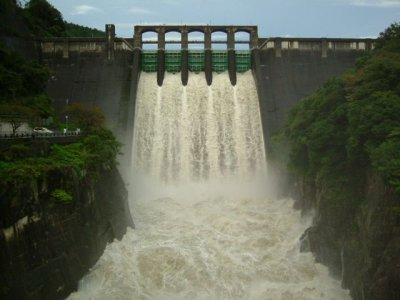
洪水調節中の丸山ダム（2004年）

1970年の時点では構想段階にあった丸山ダムのかさ上げ計画は、1976年（昭和51年）4月に建設省によって予備調査が開始された。4年間の調査を経て1980年（昭和55年）4月、事業は実施計画調査の段階に入り、丸山ダム再開発事業として調査事務所が開設された。
再開発事業が採択されるまでの間、丸山ダムは木曽川の治水に対して大きな役割を果たしていた。天竜川流域に深刻な被害を与えた1961年（昭和36年）6月の昭和36年梅雨前線豪雨や、日本各地に大きな被害をもたらした1972年（昭和47年）7月の昭和47年7月豪雨における木曽川の出水においても、丸山ダムは洪水調節を行い下流への浸水被害を防いだ。また1969年（昭和44年）8月の台風7号では上流より漂着した大量の流木をせき止めている。
しかし、1983年（昭和58年）9月に発生した台風10号は、木曽川に過去最大の洪水をもたらした。台風により秋雨前線が活発化し降り始めからの雨量が恵那市で413.5ミリを記録するなど流域は記録的豪雨となった。木曽川は過去最高の洪水量となり、丸山ダムでは計画高水流量毎秒6,600立方メートルを大きく超える毎秒8,200立方メートルの洪水量を記録した。この豪雨における降水量と流入量の傾向は笹生川ダム（真名川）における1965年の奥越豪雨と同じく二度の山となっており、結果ダムは異常洪水時防災操作を余儀なくされた。美濃加茂市や加茂郡坂祝町では木曽川が無堤部や暫定的な堤防から氾濫し、美濃加茂市役所を始め市の中心部や国道21号・国道41号・国道248号が浸水、国鉄美濃太田駅付近まで浸水が迫った。この水害により死者4名、行方不明者1名、家屋被害4,588戸の大きな被害を出した。
台風10号の災害を受け建設省は、被害の原因となった木曽川無堤部や暫定的に建設されていた堤防の本格的な整備を行う傍ら、丸山ダム再開発事業の計画を進めた。また水害で大きな被害を受けた美濃加茂市を始め可児市・坂祝町・可児郡兼山町の4市町は1985年（昭和60年）に「丸山ダム再開発事業促進連絡協議会」を設立し、ダムの早期建設を訴えた。協議会は1996年（平成8年）に愛知県・岐阜県・三重県の木曽川流域16市町村による「新丸山ダム建設促進期成同盟会」へと拡充している。6年にわたる実施計画調査を終え、水害から3年後の1986年（昭和61年）4月7日丸山ダム再開発事業は本格的な建設事業に着手。1988年（昭和63年）には新丸山ダムと名称が変更され、工事事務所が設置された。

## 補償

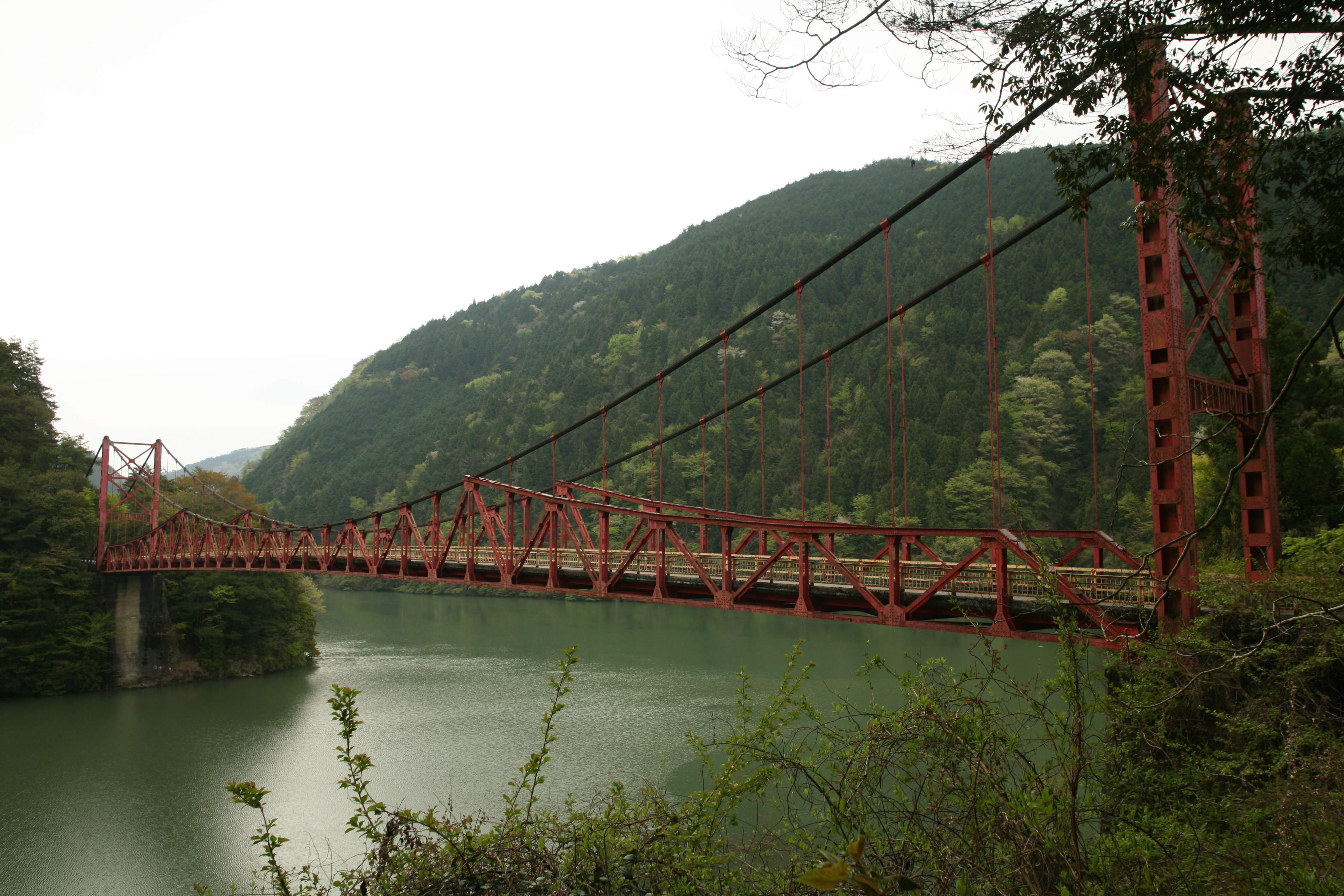
世界で5橋梁しかないタイプの吊橋、旅足橋。ダム完成に伴い水没する。

新丸山ダムの建設に伴い、32戸の住民が移転を余儀なくされた。1980年の実施計画調査開始の際、地元である丸山地区自治会から調査の同意は得たが、補償に関する地元との折衝はここから長期間を要した。
1983年の台風10号による被災後、ダム下流の美濃加茂市など4市町は事業促進を訴えたが、ダムにより水没する地域を抱える八百津町・御嵩町・恵那市・瑞浪市の4市町は1986年に「丸山ダム再開発事業対策連絡協議会」を設立し、建設省との間で折衝を重ねた。1990年（平成2年）3月には水源地域対策特別措置法の対象ダムに指定され、移転住民の生活再建支援や道路・下水道など公共財整備費用の国庫補助・受益者一部負担といった財政支援が受けられるようになった。同法の指定を受け翌1991年7月には水没地域である4市町10地区による交渉委員会の上部組織として「新丸山ダム補償基準交渉委員会連合会」が発足。建設省は同月損失補償基準を連合会に提示し、各交渉委員会に説明した。
1992年（平成4年）3月、8か月にわたる交渉の末建設省と連合会の間で補償交渉が妥結した。補償交渉妥結協定書の調印は岐阜県と4市町の立ち合いで行われている。8月には用地買収に着手、2000年（平成12年）に全ての移転住民に対する水没家屋補償契約の締結が完了した。実施計画調査の開始から20年が経過していた。この間1994年（平成6年）には国土庁により水源地域整備計画が策定、また移転住民や水没地域に対し財団法人木曽三川水源地域対策基金が不動産取得対策のための助成や特別援助といった事業を行っている。
公共補償としての道路整備は国道418号を始め岐阜県道352号大西瑞浪線、岐阜県道358号井尻八百津線などの整備が進められている。これらの道路は何れも幅員が狭く離合困難な道路であり、国道418号は丸山ダムと笠置ダム間の不通状態が継続していた（点線国道）。新丸山ダムの建設に先立ち国道418号の整備が進められ、1994年に八百津バイパス・2010年（平成22年）に丸山バイパスが供用された。さらに東への延伸も進められている。ただし新丸山ダム完成により「酷道」として知られた旧国道418号は水没し、世界でも5橋梁しか存在しないフロリアナポリス型吊橋の構造を持つ旅足（たびそこ）橋や深沢峡に架かる五月橋も水没する。

## 工事

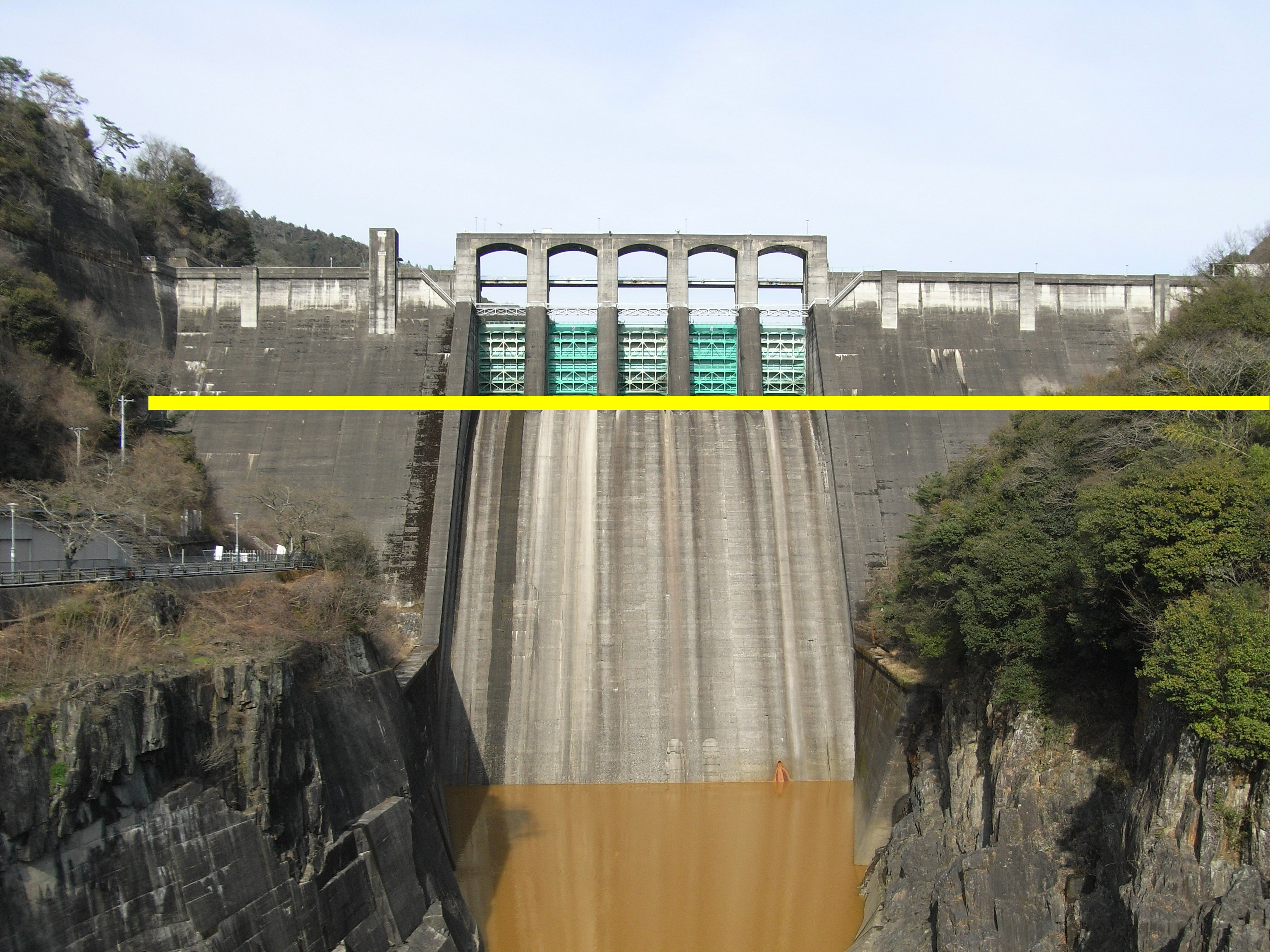
新丸山ダムの本体工事が終わると、丸山ダム本体の実線より上の部分は解体除去される。

新丸山ダムは日本国内の大規模多目的ダムとしては最大規模となる20.2メートルのかさ上げを行う。しかも1983年の台風10号のような莫大な木曽川の洪水を調節し、かつ18万8000キロワットの水力発電を維持しながらかさ上げ工事を行わなければならず、設計や施工といった技術面で慎重を期する必要があった。
ダムのかさ上げについて、従来二つの工法が採用されていた。一つはコンクリートダムであればコンクリートを打設、アースダムやロックフィルダムであれば盛り土をして旧堤体を取り込むことでかさ上げするType1工法であり、二つ目は旧ダムの直下流に全く新しいダムを建設するType2工法である。ダムのかさ上げは旧ダム機能を維持しながら行う必要があるため技術的な制約や課題が多いが、Type2の方が旧ダムの機能を維持しながら施工することが可能である。新丸山ダムはこの中間とも言うべきType3工法を日本で初めて採用した。この工法によりType2と同様に旧ダムの機能維持が可能で、かつ工費や環境面でのコスト縮減が期待できる。
| かさ上げ工法 | ダム |
| ------------ | --- |
| Type1        | ※新桂沢ダム（幾春別川）、新中野ダム（亀田川）、山王海ダム（滝名川）、笠堀ダム（五十嵐川）、三川ダム（芦田川）、川上ダム（富田川）など               |
| Type2        | 夕張シューパロダム（夕張川）、津軽ダム（岩木川）、胆沢ダム（胆沢川）、※五名ダム（湊川）、内海ダム（別当川）、西山ダム（西山川）、金武ダム（億首川） |
| Type3        | ※新丸山ダム |

一方、国土交通省はかねてより推進しているインフラストラクチャー分野へのデジタル・トランスフォーメーション（DX）適用をより強化するため、2020年（令和2年）4月にBIM/CIM（ビム・シム）の原則適用時期の前倒しを取り決めた。BIM/CIMとはBuilding/Construction
Information Modeling, Managementの略で、三次元の電子データ（三次元モデル）を導入して建築・土木関連情報をモデルに紐付けて計画から施工・管理まで一貫して情報共有や活用を行う手法である。自動車業界など製造業で導入済みのこの手法を導入することで、従来行われていた紙での図面使用をベースとした作業による効率の低下を改善して業務を効率化・高度化させ、ひいては建設業界における働き方改革や建設生産・管理システム自体を変革させることを狙った施策である。新丸山ダム建設事業はBIM/CIM高度利活用対象事業に選定され、先進的かつ高度な技術を実証していくことが必要となった。これに伴い、工事においては設計や施工の手順検討に用いるため地形・地質・堤体・放流設備の三次元モデル作成と可視化、ダム工事現場のリモートによる確認、拡張現実の活用といったデジタル技術を導入している。
ダム本体の工事については、まず木曽川の水をダム本体から迂回させて下流へ流すための仮排水路である転流工トンネル工事が2016年（平成28年）に着手された。転流工が完成すると川底の砂礫や不良な地盤を取り除き、堅固な基礎岩盤を露出するための基礎掘削を完了させてから本体のコンクリート打設工事を行う。本体工事は御嵩町側の左岸より開始し、完成後は左岸部のダム施設を使用しながら今度は八百津町側の右岸部工事に取り掛かる。この間の洪水処理は最初転流工、左岸完成後は左岸部のゲートから放流することで対処する。ダム本体の完成後、旧丸山ダムはゲート下端より上の堤体を撤去する（写真参照）。本体工事は2021年（令和3年）12月起工し、今後BIM/CIMを活用しながら行われる。
新丸山ダムは1990年の基本計画決定時、完成を2002年（平成14年）度と予定していたが、2005年（平成17年）の第1回基本計画変更時に完成予定を2016年に延ばした。その後、後述するダム事業再検証などもありさらに遅れて完成予定は2029年度となり、実施計画調査開始から49年という長期化したダム事業となっている。総事業費は当初予算では約2,350億円であったが、後述する基本計画の見直しにより約2,000億円が見積もられている。

## 目的

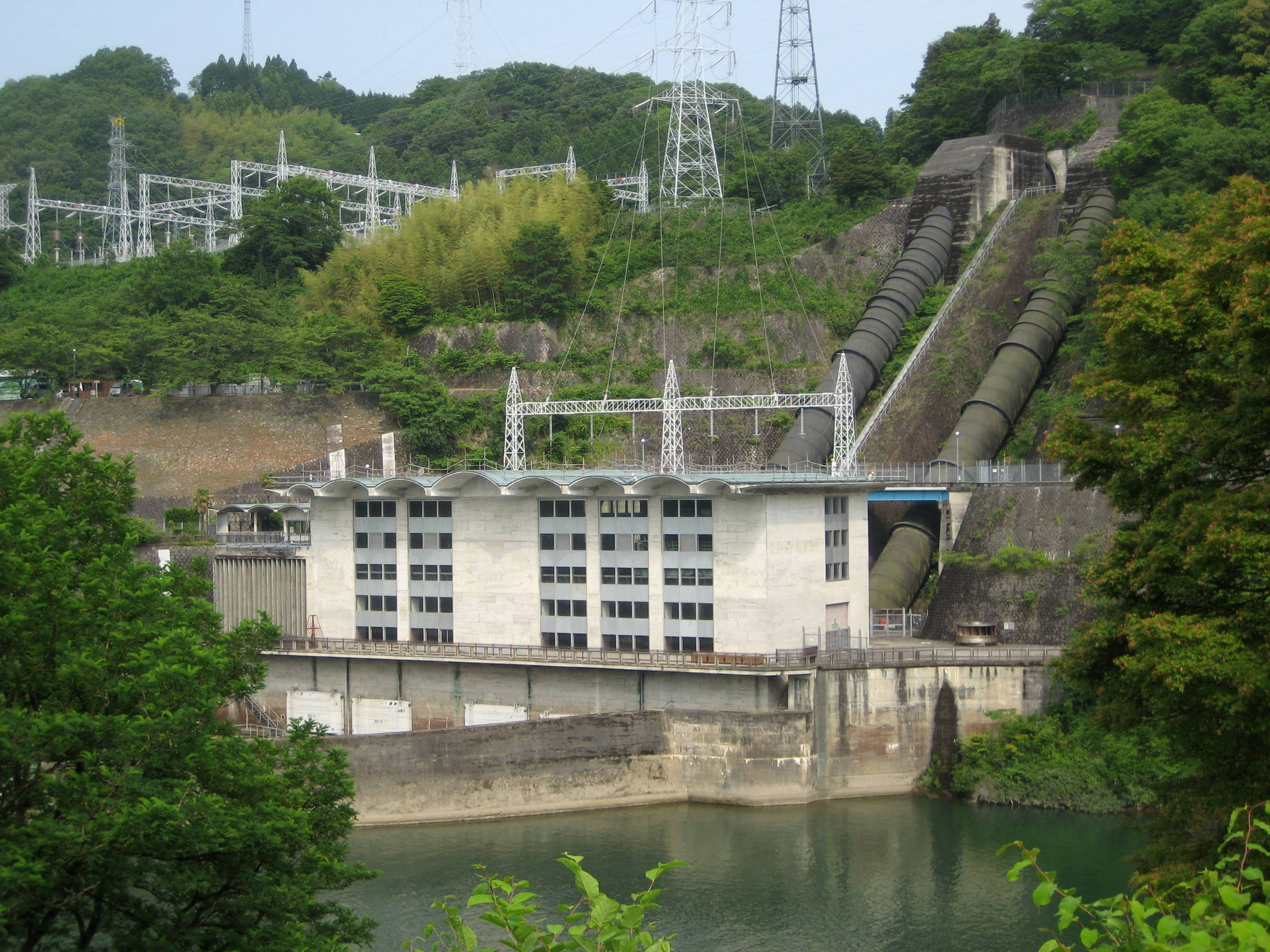
新丸山ダムにより出力が増強される関西電力丸山発電所

新丸山ダムはダム・貯水池の規模共に既設の丸山ダムを大きく凌駕する。木曽川水系の全ダムにおいても高さでは第5位、総貯水容量では第3位と木曽川水系屈指の規模となる。ただし1990年にダムの基本計画が策定された時の諸元と本体工事に着手した2021年の諸元が異なっており、現行計画は当初計画よりも若干縮小されている。これは後述する予備放流方式の採用によりダムの規模を抑えても当初の治水計画は達成可能であり、総事業費の抑制にも寄与すると判断したことによる。新丸山ダムの目的は洪水調節、流水の正常な機能の維持、水力発電である。
|                    | 堤高    | 堤頂長  | 堤体積       | 総貯水容量     | 有効貯水容量   | 湛水面積 |
| ------------------ | ------- | ------- | ------------ | -------------- | -------------- | -------- |
| 丸山ダム           | 98.2 m  | 260.0 m | 497,000 m3   | 79,520,000 m3  | 38,390,000 m3  | 263.0 ha |
| 新丸山ダム当初計画 | 122.5 m | 330.0 m | 1,220,000 m3 | 146,350,000 m3 | 105,220,000 m3 | 387.0 ha |
| 新丸山ダム現行計画 | 118.4 m | 340.6 m | 1,170,000 m3 | 131,350,000 m3 | 90,220,000 m3  | 368.0 ha |

### 洪水調節

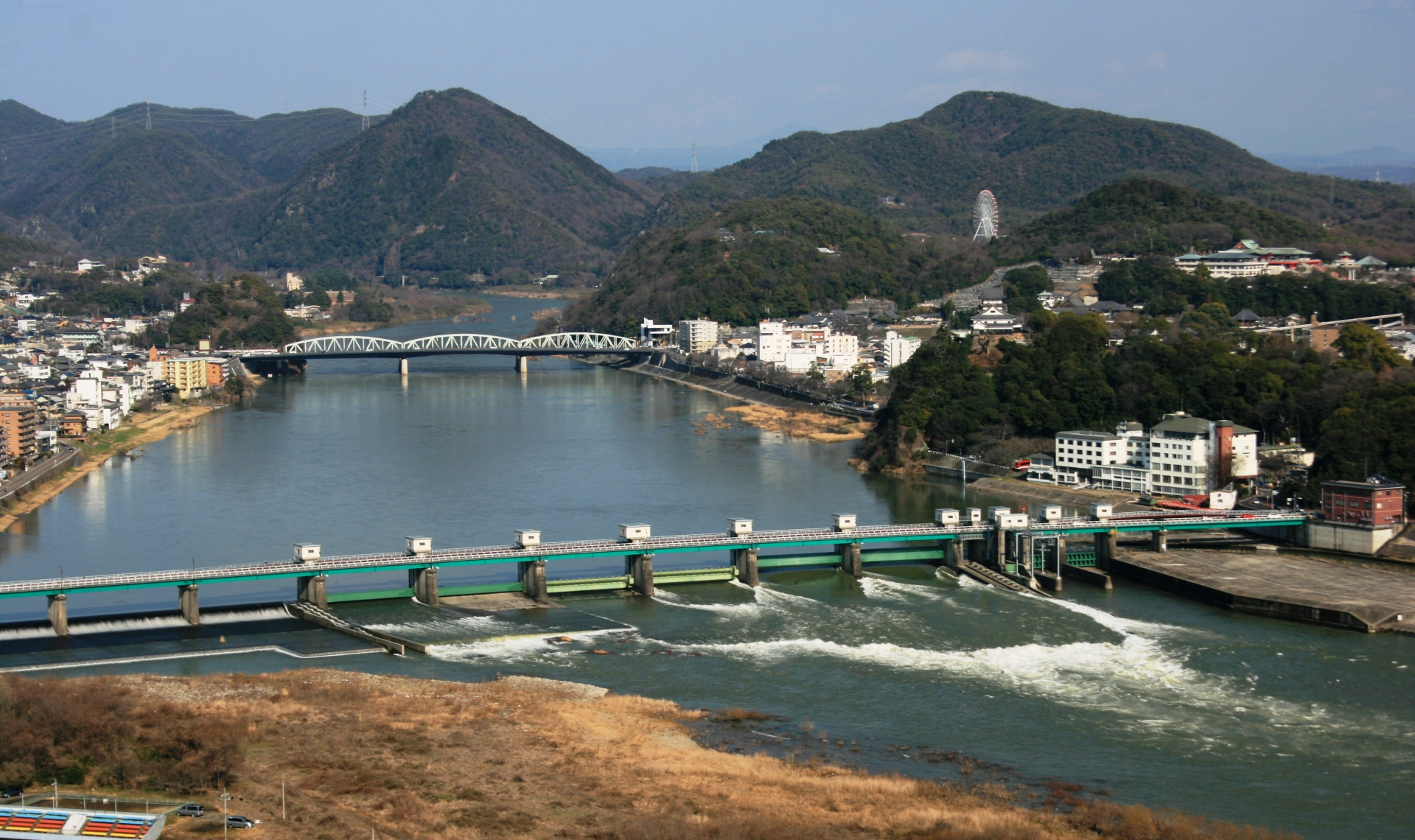
治水基準点である犬山（愛知県犬山市）付近を流れる木曽川

洪水調節については、丸山ダムは計画高水流量毎秒6,600立方メートルをダムにおいて毎秒1,800立方メートルを調節し、下流には毎秒4,800立方メートルを最大で放流する設計である。一方新丸山ダムの場合、2007年（平成19年）11月に策定された木曽川水系河川整備基本方針に則り、ダム地点の計画高水流量毎秒7,100立方メートルを洪水調節により毎秒2,500立方メートルをカットし、下流には毎秒4,600立方メートルを最大で放流する。これにより木曽川の治水基準点である犬山における基本高水流量、毎秒1万9500立方メートルを毎秒1万2500立方メートルに抑える。丸山ダムと比べ調節量は毎秒700立方メートル増え、逆に下流への放流量は毎秒200立方メートル削減している。新丸山ダムの洪水調節効果は可児市今渡で2.7メートルの水位低下を見込むことが可能な数値で、1983年の台風10号と同規模の洪水を制御することを目標としている。
新丸山ダムの洪水調節容量（7,200万立方メートル）は丸山ダムの総貯水容量（7,952万立方メートル）に匹敵し同ダムの洪水調節容量（2,017万立方メートル）の3倍以上である。加えて洪水の発生が予想される場合には、流水の正常な機能の維持に使用する不特定容量を予め放流して空き容量をさらに1,500万立方メートル増やす予備放流を行う。これにより最大8,700万立方メートルの治水容量を活用でき、王滝川・阿寺川・蘭川・落合川・中津川・付知川・阿木川といった支流が集まり流域面積が広大なダム上流部の木曽川上中流域からの洪水の流入に対処可能となる。

### 流水の正常な機能の維持
流水の正常な機能の維持は丸山ダムには無かった目的であり、新丸山ダムで新たに追加された。木曽川水系は古くから慢性的な水不足に悩まされやすい地域でもあり、1982年（昭和57年）から2002年までの20年間に名古屋市・一宮市など愛知県尾張地域は8回も渇水被害を受けた。特に1994年の平成6年渇水では深刻な渇水で木曽川の水量が大幅に減少して農業・漁業・工業・河川環境・観光と幅広い分野で影響が生じ、東海地方で推定512億円の被害を出した。また1997年（平成9年）の河川法改定で流水の正常な機能の維持が治水・利水に並ぶ河川管理の最重要項目に掲げられたことで、ダムにおいても治水・利水の目的を問わず河川環境維持のための放流が求められた。
新丸山ダムでは1,500万立方メートルの不特定容量を確保し、木曽川水系河川整備計画で定められた10年に1度規模の渇水に対処するため既に完成している阿木川ダムや味噌川ダムと共に、岐阜県海津市木曽成戸地点で渇水時であっても毎秒40立方メートルの流量を確保できるように供給を行う。これにより木曽川から取水する用水への安定的な水供給を図るほか、木曽川に生息する魚類などの生息環境維持や伊勢湾からの海水遡上を防止する。

### 水力発電

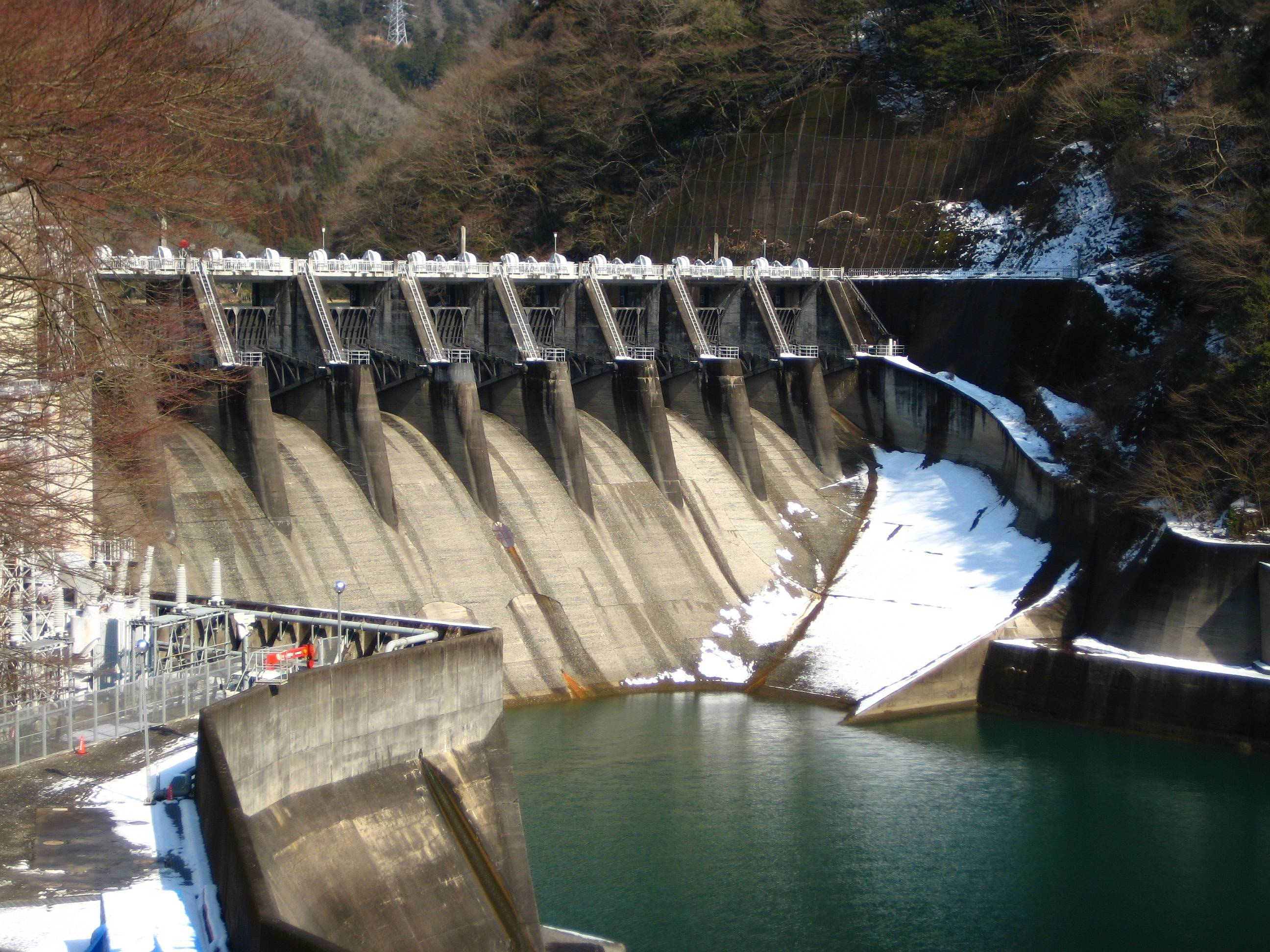
補償工事を受け出力が増強する関西電力笠置ダムと笠置発電所

丸山ダムは元々水力発電専用として大同電力、日本発送電を経て関西電力が施工しており、ダムに付設する丸山発電所は1954年4月に運用が開始された。常時出力3万300キロワット、最大出力12万5000キロワットのダム水路式発電所である。また1971年（昭和46年）5月には至近距離に最大出力6万3000キロワットのダム水路式発電所として新丸山発電所の運用が開始された。両発電所合計で18万8000キロワットとなり、丸山発電所は多目的ダムに付設される揚水発電を除いた一般水力発電所としては手取川ダム（手取川）の手取川第一発電所（25万キロワット）、徳山ダムの徳山発電所（13万9000キロワット）に次いで規模が大きい。
新丸山ダムの建設に伴い貯水池の水位が6.5メートル上昇するため、両発電所では設備更新が必要となった。具体的には水路工作物のかさ上げと補強を両発電所で行い、丸山発電所では水車発電機の取り換え、新丸山発電所では水車発電機の分解と組み立てを行う。この結果、最大出力が丸山発電所で14万3000キロワット、新丸山発電所が6万7500キロワットとなり両発電所合計で21万500キロワットに増強される。木曽川水系で稼働する揚水発電を除いた一般水力発電所では徳山発電所を抜き、丸山発電所は木曽川水系最大の一般水力発電所となる。
なお、新丸山ダム建設に伴い、直上流の関西電力笠置発電所も最大出力が増加するが、ダムの目的による出力増強とは異なり補償の一環によるものである。当初計画の規模で建設された場合笠置発電所は完全水没し笠置ダムもゲート直下まで水没する予定であった。ダム規模縮小により完全水没は免れたが6.5メートル水位が上昇し発電所の運転に影響を及ぼすことから、防水壁建設や水車発電機取り換え、水路工作物補強を行う工事を国土交通省が関西電力に補償している。2025年（令和7年）完成予定であるが、完成に伴い笠置発電所の出力は4万1700キロワットから6万9200キロワットに増強される。

## 事業再検証
日本のダムの歴史#脱ダム宣言と事業再検証の項目も参照。

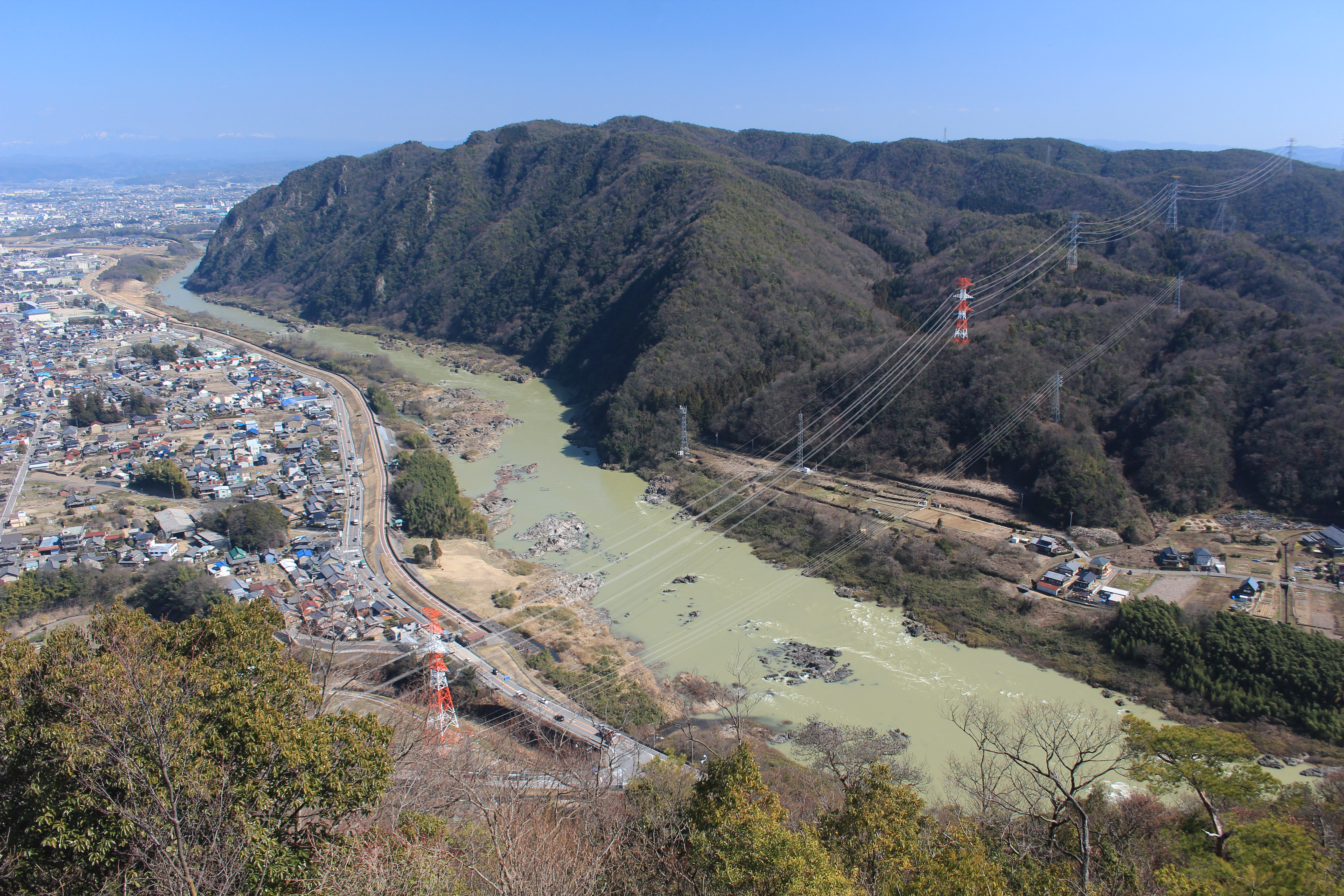
代替案の一つとして河道掘削が検討された日本ライン付近の木曽川。放水路案では背後の山中をトンネルが貫く。

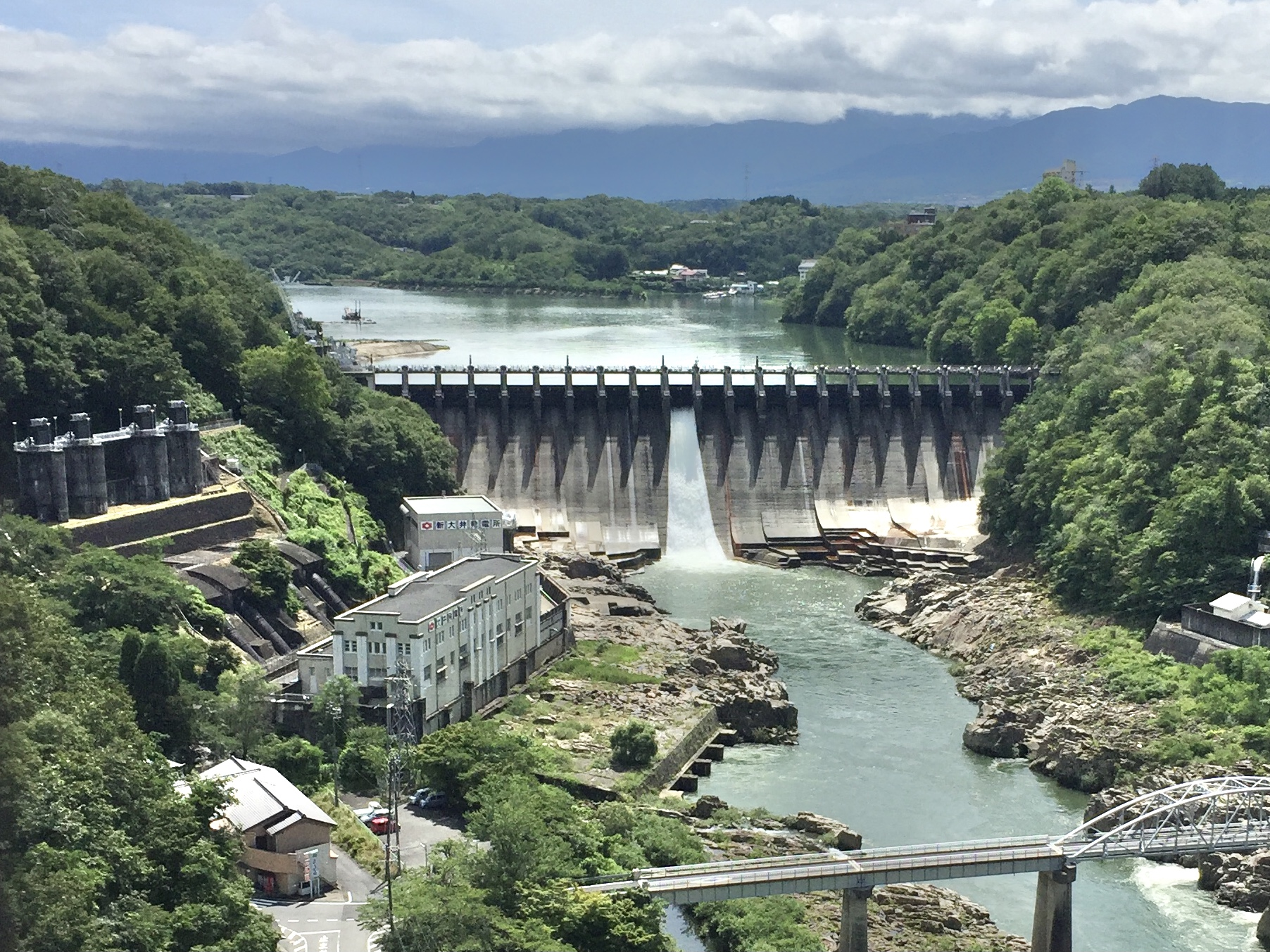
代替案の一つとしてかさ上げによる不特定容量の確保が検討された関西電力大井ダム

長良川河口堰への反対運動や「アメリカ合衆国ではダム建設の時代は終わった」という1995年のビアード発言以降、日本のダム事業は次第に厳しい立場に置かれた。政府も財政難から公共事業費の削減を目指し、1998年（平成10年）第2次橋本内閣によるダム事業評価制度や2002年の第1次小泉内閣の「骨太の方針」による公共事業見直しで計画・施工中の国土交通省直轄ダムも事業が総点検され、中止したダム事業も現れた。新丸山ダムは2003年（平成15年）の中部地方整備局事業監視委員会、2008年（平成20年）の中部地方整備局事業評価監視委員会で審議を受けたが、事業継続が決定していた。
ところが、2009年（平成21年）鳩山由紀夫内閣の誕生後、国土交通大臣に就任した前原誠司は「新たな基準に沿った検証の対象とするダム事業を選定する考え方について」という大臣談話を発表。出来るだけダムに頼らない治水事業を推進するため直轄・国庫補助事業を問わず、本体工事に入っていないまたは再開発事業以外の日本全国89の河川総合開発事業（90ダム）についてダム事業再検証を開始した。中部地方整備局では戸草ダム（三峰川）・設楽ダム（豊川）そして新丸山ダムが対象となり、2010年（平成22年）9月に事業再検証が開始された。
事業再検証において、対象となったのは新丸山ダムの目的のうち洪水調節と流水の正常な機能の維持に関する代替案の検討であり、様々な案が検討された。まず洪水調節については21通りの案が示され、費用対効果や実現性の面で可能性に乏しい案を除外した。結果河道掘削単独案、堤防かさ上げ案、三派川に洪水調節池を建設する案、日本ライン狭窄部を可児・犬山間のバイパストンネルで迂回する放水路案、雨水貯留施設や雨水浸透施設を整備する流域対策案が挙げられた。これらの案には全て河道内の樹木伐採がメニューとして入っており、放水路案以外では河道掘削を合わせて行う。流水の正常な機能の維持についても13通りの案から笠置・大井および秋神ダム（秋神川）をかさ上げて不特定容量を確保する案、長良川河口堰に供給目的を振り替え、岩屋ダムの貯水容量配分変更と笠置ダムをかさ上げして容量を確保する案、丸山ダムを改築して予備放流方式を導入する案が挙げられた。
これら代替案を基に、関係する流域自治体や利水事業者と再検証を行った。洪水調節代替案では、河道掘削を伴う案は飛騨木曽川国定公園に指定された日本ラインの景観や化石林などを破壊するとして岐阜県や美濃加茂市など流域自治体が反対し、堤防かさ上げは中山道太田宿の街並み景観が壊されるとして美濃加茂市が反対。河道掘削を伴わない放水路案では総事業費の試算が7,000億円以上と高額になった。流水の正常な機能の維持代替案についてはダムのかさ上げによる不特定容量の新設について管理する関西電力・中部電力が水力発電への影響から難色を示し、岐阜県はダムかさ上げに伴う貯水池拡大で生じる新規の水没移転について過疎化を懸念し否定的姿勢を示した。特に大井ダムかさ上げに対しては恵那市が過疎化だけでなく恵那峡という観光地が水没するため反対を明確にした。長良川河口堰振り替え案は三重県が理解を示した一方で岩屋ダムを水源とする愛知県から、不特定容量の新設による利水容量の相対的減少に対して不安が挙がった。丸山ダム予備放流案は岐阜県から現行の新丸山ダム案と比べ非現実的と疑問視されている。
関係流域自治体や利水事業者、流域住民、学識経験者などへの意見聴取を重ね、代替案よりも新丸山ダム案が費用対効果として有利であるとして2013年（平成25年）7月、新丸山ダムは「事業継続」の決定が下された。出された意見は総じて新丸山ダムの早期建設を求めているが、東海三県からはさらなるコスト削減も求められている。3年を掛けた検証期間に対しては岐阜県・三重県や恵那市から時間が掛かり過ぎると批判され、八百津町や流域住民の一部からは根拠もない民主党政権のダム再検証により工期が遅れて洪水被害が起きた時の責任の所在を問う声もあった。一方でダム事業を全否定し、日本各地のダム反対運動に介入している水源開発問題全国連絡会（水源連）はこうしたダム事業再検証を「ダム採択ありきの事業者によるお手盛りの検証」と厳しく批判している。なお、事業再検証の結果については新丸山ダムと設楽ダムが「事業継続」、戸草ダムが「事業中止」となった。

## 周辺

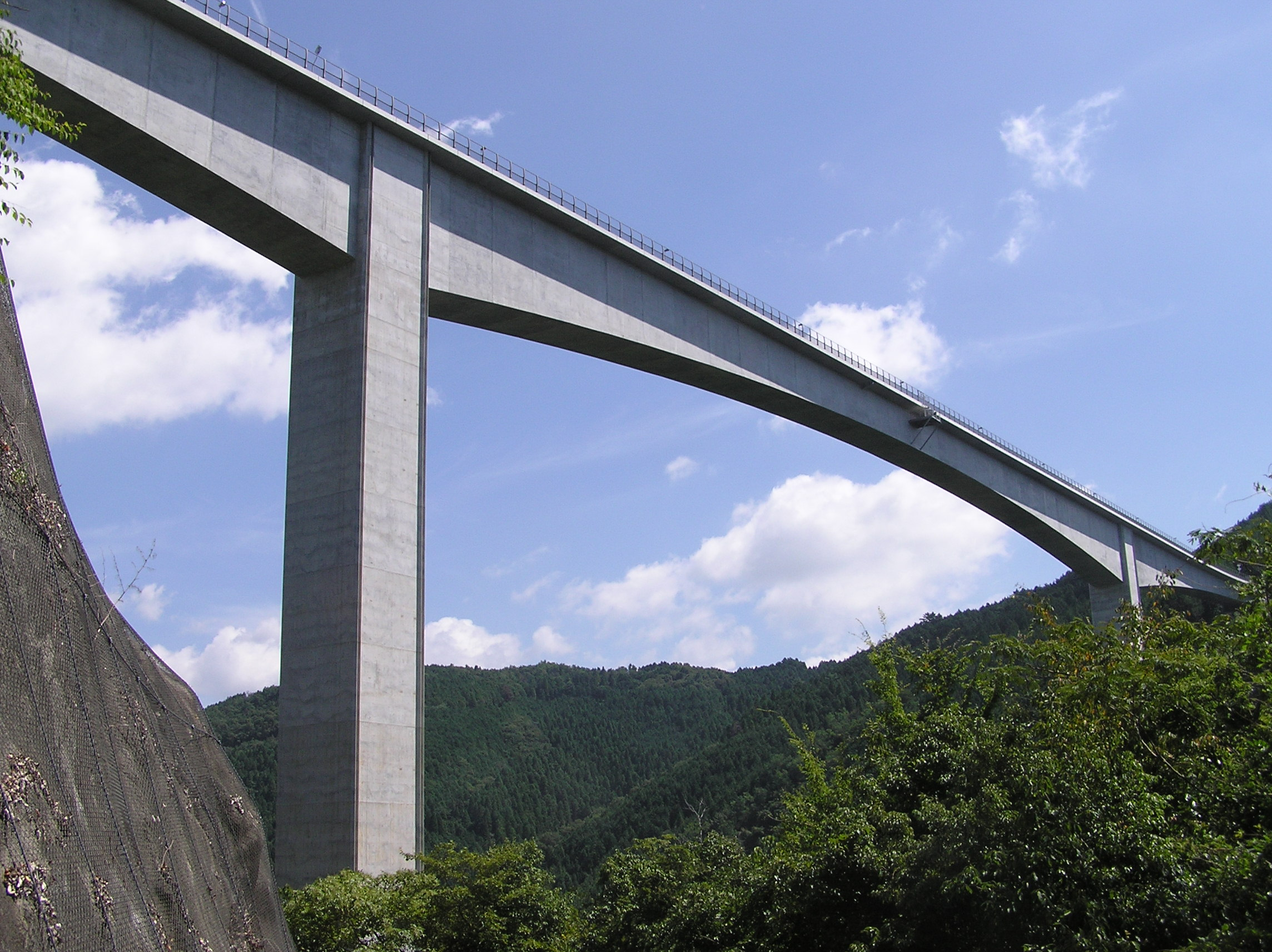
日本一のバンジージャンプが設置されている国道418号新旅足橋

新丸山ダムは本体工事を開始し、今後徐々に本体コンクリートの打設が進む。丸山ダムの見学は工事中でも引き続き行われている。ダムカードは丸山ダム管理支所で丸山・新丸山両ダムのセットで配布されており、2019年（令和元年）には1万枚が配布された。また、周辺整備の一環として整備された国道418号丸山バイパス・新旅足橋には2020年からバンジージャンプが設置された。落差が215メートルと日本一の落差を有し、「岐阜バンジー」と呼ばれている。八百津町では丸山・新丸山ダムがデザインされた「八百津せんべい」が販売されている。なおダム直下にあり木曽三川三十六景にも選ばれている景勝地・蘇水峡はダム本体工事の開始と共に、従来は可能であった峡谷の通り抜けが不可能となっているほか工事の状況によっては立入禁止となる場合がある。
新丸山ダムへは東海環状自動車道・美濃加茂インターチェンジ下車後、国道418号を八百津町方面へ進むか可児御嵩インターチェンジ下車後岐阜県道83号多治見白川線を八百津方面へ北上する。公共交通機関では東海旅客鉄道高山本線美濃太田駅か名古屋鉄道広見線明智駅が最寄り駅となり、それぞれ東濃鉄道バス・YAOバスで乗り継ぐ形となる。